# 윤승희 (가수)
윤승희(1956년 2월 ~ )는 대한민국의 가수 겸 모델이다. 대표 히트곡 '제비처럼', '아빠랑 엄마같이'(1976)가 있다. 1977년 9월 전남 목포에서 개최된  난영가요제 여자신인상을 수상하였고 1977년 TBC방송가요대상 신인가수 후보에 선정되기도 하였다. 이 시절에 인기절정을 누린 것으로 볼 수 있는데, 1970년대 후반 윤승희 2집 앨범은 당시로는 많은 80만 장 정도 판매된 것으로 알려져 있다.

### 대표앨범
- 윤승희 1집 (아빠랑엄마같이)
- 윤승희 2집 (제비처럼) (그리운건 너)